# Henry Arnold
Henry Arnold (* 10. Mai 1961 in Hamburg) ist ein deutscher Schauspieler, Musiker und Opernregisseur.

## Leben und Karriere
Arnold wurde in Hamburg geboren und wuchs in München auf. Dort besuchte er das Maximiliansgymnasium, an welchem er 1980 das Abitur absolvierte. Noch während der Schulzeit war er Gaststudent für Klavier an der Münchner Musikhochschule. Er studierte Germanistik, Musikwissenschaft, Geschichte und Schauspiel in München, und in den Jahren 1989 und 1990 'Dirigieren' an der HdK Berlin (Heute: UdK Berlin). In Ergänzung seiner künstlerischen Tätigkeit hat er zudem ein Studium der Volkswirtschaftslehre absolviert.
Er begann seine Laufbahn zunächst auf der Bühne (u. a. Schillertheater Berlin, Schauspielhaus Zürich) und vor der Kamera – hier fand er als Darsteller des Musikstudenten und späteren Dirigenten und Komponisten Hermann Simon in den Filmen Die zweite Heimat – Chronik einer Jugend und Heimat 3 – Chronik einer Zeitenwende von Regisseur Edgar Reitz auch international Anerkennung.
Er wirkte in zahlreichen Film- und Fernsehproduktionen mit, vornehmlich in Deutschland, aber auch in Italien (u. a. Il Sogno della Farfalla, Regie Marco Bellocchio, 1994) und in Japan (Ode an die Freude – Baruto no Gakuen, Regie Masanobu Deme, 2006).
1995 wurde er für seine darstellerische Leistung in dem Fernsehspiel Ausgerechnet Zoé mit dem Adolf-Grimme-Preis ausgezeichnet (zusammen mit Markus Imboden, Rainer Klausmann, Nicolette Krebitz).
Über die Tätigkeit als Schauspieler in Film und Theater hinaus ist er auch vielfach als Regisseur aktiv. Somit verbindet er seine beiden Leidenschaften, die Musik und das Theater. Sein Wechsel in das Regiefach wurde zunächst eingeleitet durch die Zusammenarbeit mit Hans Neuenfels, so übernahm er im Sommer 2010 die Dramaturgie und Regie-Mitarbeit der Neuinszenierung Lohengrin bei den Bayreuther Festspielen, und zuletzt Dramaturgie und Neu-Übersetzung des Librettos von George Enescus Oedipe für die Oper Frankfurt (2013). Darüber hinaus hat er seit 2012 einen Lehrauftrag für Dramaturgie an der HAW Hamburg.
Seit dem Jahr 2000 realisierte er zahlreiche Inszenierungen, so u. a. Lortzings Zar und Zimmermann am Staatstheater Darmstadt (2002), Hoffmanns Erzählungen  (Offenbach, Oper Stettin, 2005), Endstation Sehnsucht (T. Williams, Berlin 2005/2006), Die verkaufte Braut (Smetana, 2006) und Die Geschichte vom Soldaten (Strawinsky, 2008) am Stadttheater Gießen, Der König Kandaules (A. Zemlinsky) am Pfalztheater Kaiserslautern (2009), wiederum in Gießen Die lustige Witwe (November 2010), Fidelio (Beethoven, 2019) und La Clemenza di Tito (Mozart, 2020) am Vorarlberger Landestheater in Bregenz und zuletzt das Musical „I do! I do!“ (Schmidt/Jones) im September 2022 am Theater Plauen - Zwickau.
Er war Mitglied der internationalen Jury beim Filmfestival Mannheim-Heidelberg (2004), Gast des German Film Festivals in Australien (2005) und des Heritage Film Festivals in Abu Dhabi (2011). Zuletzt drehte er für die Kinofilme Halbschatten (2013), Viaggio sola (Regie Maria Sole Tognazzi, 2013), Mein Bruder Robert, (Regie Philip Gröning, 2015) und  Die Anderen (Regie Susanne Aßmann, 2020).

## Filmografie (Auswahl)
- 1991: Tatort – Tini
- 1992: Die zweite Heimat – Chronik einer Jugend (Mehrteiler)
- 1992: Wir Enkelkinder
- 1994: Ausgerechnet Zoé
- 1996: Alle meine Töchter (Fernsehserie, 1 Folge)
- 1997: Liebling Kreuzberg (Fernsehserie, 1 Folge)
- 2000: SOKO München (Fernsehserie, 1 Folge)
- 2001: Mama und ich (Fernsehserie, 13 Folgen)
- 2004: Heimat 3 – Chronik einer Zeitenwende (Sechsteiler)
- 2006: Heimat-Fragmente: Die Frauen
- 2006: Ode an die Freude
- 2007: In aller Freundschaft (Fernsehserie, 1 Folge)
- 2009: SOKO Leipzig (Fernsehserie, 1 Folge)
- 2009: Inga Lindström – Mia und ihre Schwestern (Fernsehreihe)
- 2013: Halbschatten
- 2018: Urlaub mit Mama (Fernsehfilm)
- 2020: Die Anderen (Kurzspielfilm)
- 2024: Im Rosengarten

## Auszeichnungen
- 2024: Großer Hersfeld-Preis für seine Rolle als Dirigent Daniel Dareus in Wie im Himmel